# 九號鎮區 (堪薩斯州摩里斯縣)
九號鎮區（英語：Township 9）為美國堪薩斯州摩里斯縣轄下的鎮區。2010年美国人口普查中該鎮區人口有307人。

## 地理
九號鎮區涵蓋總面積為202.24平方（78.09平方英里），其中201.57平方（77.83平方英里）為陸地，0.67平方（0.26平方英里）或0.33%為水域。海拔高度438（1,437英尺）。

## 人口統計
根據2010年美國人口普查，九號鎮區人口有307人，住房161戶，人口密度為1.52人/每平方公里。此鎮區居民之種族中，白人有279人，非裔美國人有4人，美洲原住民有2人，亞裔美國人有2人，太平洋島裔美國人有0人，其他種族有6人，混血種族則有14人。此外此鎮區有11人為西班牙裔或拉丁裔美國人。

## 交通

### 主要公路
- 77號美國國道